# 자반증
자반증(purpura, 紫斑症)은 피부의 붉고 보라색의 색이 있는 것으로 압력을 가해도 하얗게 되지 않는 상태를 말한다. 이것은 피부 아래의 출혈이 있기 때문에 발생하는 것으로 혈관염(vasculitis) 또는 비타민C의 부족(괴혈병)으로 발생한다. 자반증의 측정은 0.3–1 cm (3–10 mm),이다. 점상출혈(petechia)은 3 mm이하이며 반상출혈(ecchymosis)은 1 cm보다 크다.
자반증은 티푸스(typhus)와 동반하는 것이 흔하고 수막염(meningitis)이 관찰된다. 특히, 그람음성균인 수막염균(meningococcus)은 그것이 녹을 때 내독소를 분비한다. 내독소는 파종성 혈관내 응고(disseminated intravascular coagulation, DIC)를 일으킬 수 있는 하게만인자(Hageman factor, 응고인자XII)를 활성화한다.

## 분류
자반증은 일반적이고 불특정한 의학적증상이다. 그러나 그 밑에 깔려있는 기작은 일반적으로 아래 중 하나를 따르게 된다.
- 혈소판장애
  - 1차혈소판감소증 자반증
  - 2차혈소판감소증 자반증
  - 수혈후 자반증
- 혈관 장애
  - 미세혈관 손상, 노년기 자반증, 혈관이 더 쉽게 손상될 수 있다
  - 고혈압
  - 혈관 지원 부족
  - Henoch-Schönlein 자반증의 혈관염
- 혈액응고 장애
  - 파종성 혈관내 응고(disseminated intravascular coagulation, DIC)
  - 괴혈병 (비타민C 결핍) - 콜라겐 합성의 결함으로 혈관 벽과 세포의 약화 유발
- 수막구균병(Meningococcemia)
- 코카인[3] Levamisole is purportedly a common cutting agent
- 혈관벽의 분해를 포함하는 자반증은 2 Gray이상의 방사선이 노출된 급성 방사선 중독에 의함. 이것은 흔치 않은 경우로 핵재앙의 희생자에게서 관찰됨.

또한, 심인성(psychogenic) 자반증이 의학문학에서 기술됨.

## 같이 보기
- 멍, 외상에 의한 것
- 점상출혈, 작은 혈종 (<3mm)
- 반상출혈, 큰 혈종 (>1 cm)